# Академія наук і мистецтв Боснії і Герцеговини
Академія наук і мистецтв Боснії і Герцеговини (босн. Akademija nauka i umjetnosti Bosne i Hercegovine) — найголовніша наукова і художня установа Боснії і Герцеговини.

## Історія
Академія наук і мистецтв Боснії і Герцеговини була утворена Законом про Академію наук і мистецтв Боснії і Герцеговини від 1966 року шляхом перетворення заснованого 1951 року Наукового товариства Боснії і Герцеговини (босн. Naučno društvo Bosne i Hercegovine).
Керівними органами АНУ БіГ є Асамблея, Президія та Виконавчий комітет.
Загальна кількість дійсних членів і членів-кореспондентів АНУ БіГ не може перевищувати 55 осіб.
АНУ БіГ підписала договори про міжнародне наукове співробітництво з шістьма іноземними академіями наук і сімома університетами.

## Відділення
- Відділення соціальних наук
- Відділення гуманітарних наук
- Відділення медичних наук
- Відділення природничих і математичних наук
- Відділення технічних наук
- Відділення мистецтв[9]